# チャック・パラニューク

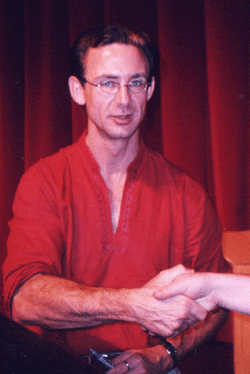
2004年9月、米アルバニー大学での講演にて

チャック・パラニューク（Chuck Palahniuk, または Charles Michael "Chuck" Palahniuk, 1962年2月21日 - ）は、アメリカの小説家。映画化もされた『ファイト・クラブ』がよく知られている。ネット上では彼の熱狂的なファンが多い。オレゴン大学でジャーナリズムを専攻。現在オレゴン州ポートランド在住。また、ブレット・イーストン・エリス、アーヴィン・ウェルシュ、ダグラス・クープランドといった、同じ1960年代前半生まれ、同じ傾向の小説家たちとともに、ジェネレーションXの代表的な作家としても見られている。

## 略歴
パスコ (ワシントン州)で生まれる。同州バーバンクのトレーラーハウスで育ったが、14歳のときに両親が離婚し、兄弟たちと母方の祖父母の牧場に預けられることもあった。1980年にバーバンクのコロンビア高校を卒業。
オレゴン大学でジャーナリズムを専攻し1986年に卒業して以降、地元新聞記者などジャーナリストとして活動したがすぐに辞め、フレートライナー社（ポートランドに本社を置くダイムラー・クライスラー系列のトラック製造大手）にディーゼル技師として就職し、作家活動が軌道に乗るまで勤め続けた。彼はその間、仕事以上のことがしたいとホームレスの宿泊施設やホスピスでのボランティアを続けた。また彼は、サンフランシスコなどから全米に広がっている、クリスマスなどあらゆる機会に突発的に集まって悪戯を仕掛ける団体「不協和音の会」（Cacophony Society）に参加していた。
彼は30代半ばから小説教室やワークショップに通い、小説執筆の練習を始めた。最初の小説『Insomnia: If You Lived Here, You'd Be Home Already』は不満が多く出版されることはなかった（後に『ファイト・クラブ』で一部が再利用された）。その後書いた小説『インヴィジブル・モンスターズ』は出版社の編集者に不快すぎる小説だとして没にされた。こうして彼は技師の仕事の傍ら、後に彼を有名にしたデビュー作『ファイト・クラブ』に取り掛かる。最初は「より編集者にいやな気分を味わわせたい」という動機から書かれた小説は、短編から長編に膨れ上がり、出版社もこの不穏な小説の出版に踏み切った。この本はハードカバーで出版され、好意的な批評をいくらか受けた後やがて本屋から消えてしまったが、ハリウッドが映画化権を買い、デヴィッド・フィンチャーが1999年に映画化して以降大変な評価と批判、そしてカルト的崇拝を生むようになった。彼はこれ以後、『サバイバー』、『インヴィジブル・モンスターズ』の出版で成功を収めた。特に若い世代はカルト的ファンとなり、ネット上のパラニュークのサイトに集うようになっている。
2008年に『チョーク!』がサム・ロックウェル、アンジェリカ・ヒューストン出演で『セックス・クラブ』として映画化された。
日本では2005年の『ララバイ』以降、邦訳が途絶え既刊も絶版になっていたが、2015年に『ファイト・クラブ』、2022年には『サバイバー』が改訳新装版で復刊した。そして2023年には18年ぶりの邦訳新刊として『インヴェンション・オブ・サウンド』が出版された。　

## 家族
ウクライナ人の祖父が1907年にカナダからアメリカに移民した一族で、ウクライナ、ロシア、フランスの家系を持つ。苗字のPalahniukは、父方の祖父母が自身の名であるポーラとニックを組み合わせて作ったもので、「ポーラニック」と発音すると本人がインタビューで答えている。
祖父のニックはミシンの購入を巡る口論から妻を射殺し、家族を追いかけ回したのち自分を撃ち抜いて自殺した。当時3歳だった父親のフレッドは、難を逃れてベッドの下に逃げ込み、事の次第を目撃した。チャックが親戚から聞いた話によると、祖父はクレーンに頭をぶつける事故に遭ったことがあり、それ以降おかしくなったという。
父のフレッドは、母のキャロルと離婚後、雑誌の出会い欄で知り合った女性と付き合っていたが、チャックのデビュー作『ファイトクラブ』が映画化された1999年に、その女性の元夫によって女性とともに射殺され、家ごと燃やされるという事件に巻き込まれ亡くなった。母キャロルは核工場で働いていたが、2009年に亡くなった。
兄弟は4人。
ゲイであり、フレートライナー社に勤めていた時期から20年以上付き合いのある男性と暮らしていることを公言している。

## 作品
- Insomnia: If You Lived Here, You'd Be Home Already （1990年代前半、未出版）
- Fight club （1996年）
  - 『ファイト・クラブ』、池田真紀子 訳、早川書房、1999年2月 / 文庫、1999年11月
- Survivor （1999年）
  - 『サバイバー』、池田真紀子 訳、早川書房、2001年 / 文庫、2005年
- Invisible Monsters （1999年）
  - 『インヴィジブル・モンスターズ』、池田真紀子 訳、早川書房、2003年
- Choke （2001年）
  - 『チョーク!』、池田真紀子 訳、早川書房、2004年
- Lullaby （2002年）
  - 『ララバイ』、池田真紀子 訳、早川書房、2005年
- Diary （2003年）
- Haunted （2005年）
- Rant （2007年）
- Snuff （2008年）
- Pygmy （2009年）
- Tell-All （2010年）
- Damned （2011年）
- Invisible Monsters Remix（2012年）
- Doomed（2013年）
- Beautiful You（2014年）
- Make Something Up: Stories You Can't Unread（2015年）
- Fight Club 2（2015年）
  - 『ファイト・クラブ2』
- Adjustment Day（2018年）
- The Invention of Sound（2020年）
  - 『インヴェンション・オブ・サウンド』、池田真紀子 訳、早川書房、2023年

ノンフィクション
- Fugitives and Refugees: A Walk in Portland, Oregon （2003年）
- Stranger Than Fiction: True Stories （2004年）
- You Do Not Talk About Fight Club: I Am Jack's Completely Unauthorized Essay Collection （2008年）

その他
- Postcards from the Future: The Chuck Palahniuk Documentary （2003年/ドキュメンタリー映画）